# 张彦 (美国记者)

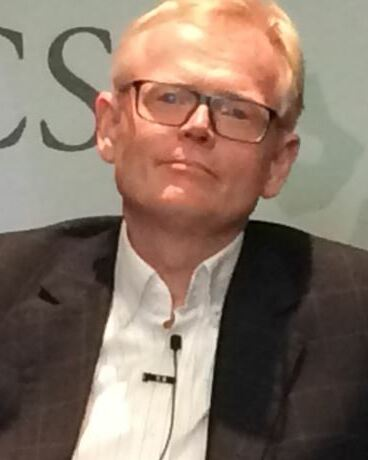
張彥

伊恩·丹尼斯·约翰逊（英語：Ian Denis Johnson，1962年7月27日—），汉名张彦，是美国的一位作家和记者，主要活跃于中国和德国。

## 生平
1962年出生在加拿大蒙特利尔，后来取得美国居民权。他在1984年至1985年期间以学生身份在北京生活了一年，这是他第一次来到中国。1986年至1988年期间在台湾台北度过。
他最早在巴尔的摩的《太阳报》担任通讯员，于1988年至1992年被派驻柏林，见证了柏林墙被推倒。后来他成为《华尔街日报》的通讯员。1994年至2001年期间派驻中国。在中国期间，他报导了宏观经济、中国加入世贸组织事件以及众多的社会问题。2001年，因为报导中国大陆对法轮功学员的迫害而获得了普利策奖，同时获得美国海外新闻俱乐部和专业新闻工作者协会。
他在2001年离开中国来到德国柏林，担任《华尔街日报》德国分社社长，同年出版了一部关于慕尼黑的伊斯兰中心的研究书籍。因为这个研究，他获得尼曼奖学金，取得在佛罗里达大学进修的资格。他在德国分社担任社长五年，报导了欧洲宏观经济、介绍欧元、德国经济重建以及如伊斯兰恐怖主义等等众多社会问题。
2004年，张彦出版了《野草：三个来自现代中国的有关变革的故事》（Wild Grass: Three Stories of Change in Modern China）一书，这本书被翻译为多国语言。在中国期间，他接触和采访了大量中国百姓，选择出三个有代表性的人物及其故事写下了此书。他认为推动中国发生重大变化的主要原因是出于其内部变化，工人、农民等草根阶层的成千上万的普通行为在现代进程中起的作用更大。
2006年2月9日，他递交了欧洲穆斯林兄弟会的国会证词。他描述穆兄会是“一个像欧盟和梵蒂冈一样经常游说主要国际机构的庞大组织”、“控制着一些最活跃的穆斯林政治活动团体在欧洲主要国家，例如英国、法国和德国”。他说这个组织拥有“用来训练伊玛目”的学校，“伪装成一家在英国注册的慈善机构”，并拥有穆斯林裁决委员会以迫使意识形态的一致性。
2009年，张彦再度来到中国。他在2010年离开了《华尔街日报》，專注在出版关于文化和社会问题的杂志和书籍。他目前是《纽约时报》、《纽约书评》等刊物的撰稿人，以及《亚洲研究期刊》的编辑顾问。

## 著作
- Wild grass: three stories of change in modern China. New York: Pantheon Books, 2004. 中譯本：吳美真譯，《野草：底層中國的緩慢革命》，臺北：八旗文化，2016。
- A mosque in Munich : Nazis, the CIA, and the Muslim Brotherhood in the West. Boston: Houghton Mifflin Harcourt, 2010. 中譯本：岳韋譯，《慕尼黑的清真寺》，上海：上海譯文出版社，2017。
- The Souls of China: The Return of Religion after Mao. New York: Pantheon Books, 2017. 中譯本：廖彥博譯，《中國的靈魂：後毛澤東時代的宗教復興》，臺北：八旗文化，2019。
- Sparks: China's Underground Historians and their Battle for the Future. New York: Oxford University Press, 2023. 中譯本：林瑞譯《星火：中國地下歷史學家與他們的未來之戰》，臺北：八旗文化，2024。